# مقاطعة لاسين (كاليفورنيا)
مقاطعة لاسين (بالإنجليزية: Lassen County)‏ هي إحدى مقاطعات ولاية كاليفورنيا في الولايات المتحدة الأمريكية.

## أعلام
- كلود جونسون